# Acacia mountfordiae
Acacia mountfordiae là một loài thực vật có hoa trong họ Đậu. Loài này được Specht miêu tả khoa học đầu tiên.